# Comuna de Ożarowice
Ożarowice (polaco: Gmina Ożarowice) é uma gminy (comuna) na Polónia, na voivodia de Santa Cruz e no condado de Tarnogórski.
De acordo com os censos de 2004, a comuna tem 5 397 habitantes, com uma densidade 123,40 hab/km².

## Área
Estende-se por uma área de 43,72 km², incluindo:
- área agrícola: 67%
- área florestal: 14%

## Demografia
Dados de 30 de Junho 2004:
|                      | Total   | Total | Mulheres | Mulheres | Homens  | Homens |
| -------------------- | ------- | ----- | -------- | -------- | ------- | ------ |
|                      | pessoas | %     | pessoas  | %        | pessoas | %      |
| População            | 5397    | 100   | 2758     | 51,1     | 2639    | 48,9   |
| Densidade (pop./km²) | 123,4   | 100   | 63,1     | 63,1     | 60,4    | 60,4   |

De acordo com dados de 2002, o rendimento médio per capita ascendia a 2408,53 zł.